# Серебрянская, Екатерина Олеговна
Екатери́на Оле́говна Серебря́нская (укр. Катерина Олегівна Серебрянська; род. 25 октября 1977, Симферополь, УССР, СССР) — украинская гимнастка. Олимпийская чемпионка по художественной гимнастике в индивидуальном зачёте (Атланта-1996), многократная чемпионка Европы и мира. Заслуженный мастер спорта Украины (1996).

## Биография
Родилась в семье мастера спорта по футболу Олега Серебрянского и мастера спорта по гимнастике Любови Серебрянской. С 4 лет родители приводили её на тренировки в спортивный зал (её мать была её тренером в клубе «Грация» в Симферополе). С 8 лет начала заниматься художественной гимнастикой профессионально. Учась в школе, стала мастером спорта, чемпионкой и призёром первенства Европы по гимнастике среди юниорок. После этого переехала в Киев и продолжила занятия у матери.
Серебрянская стала чемпионкой Европы в командном первенстве, абсолютной чемпионкой мира и Европы, олимпийской чемпионкой, обладательницей Кубка континента. Имеет также восемь титулов чемпионки мира, шесть титулов чемпионки Европы в финалах в отдельных видах.
Закончила спортивные выступления в 1998 году.
Кандидат наук. Эксперт по здоровому образу жизни.

## Награды и звания
- Почётный знак отличия Президента Украины (21.12.1995)[2]
- Крест «За мужество» (07.08.1996)[3]
- Орден «За заслуги» II ст. (04.11.1999)[4]
- Орден княгини Ольги III ст. (16.01.2009)[5]
- Почётный гражданин Автономной Республики Крым (05.05.1997) — за выдающиеся заслуги в развитии художественной гимнастики, большие личные достижения и победу на XXVI Олимпийских играх  в Атланте (США)[6][7]

## Спортивные достижения
- 1991. Юниорский чемпионат Европы — 2-е место — обруч; 1-е место — мяч, команда; 4-е место — лента
- 1992. Чемпионат Мира — 6 скакалка, булавы; 5-е место — обруч, многоборье; 7 мяч 2-е место — скакалки/мячи, 4-е место — лента; 5-е место — многоборье
- 1993. Гимнастические игры — 2-е место — обруч, мяч, булавы, лента, многоборье
- 1993. Чемпионат мира — 1-е место — скакалка; 2-е место — обруч, многоборье, команда; 3-е место — мяч, лента
- 1994. Гимнастические игры — 1-е место — лента; 2-е место — обруч; 5-е место мяч; 3-е место — булавы, многоборье
- 1994. Чемпионат Европы — 8-е место — обруч; 1-е место — мяч, команда, лента; 3-е место — булавы; 4-е место — многоборье
- 1994. Чемпионат мира — 1-е место — обруч, мяч, булавы, лента, многоборье
- 1995. Кубок Европы — 1-е место — булавы, лента, многоборье
- 1995. Гран-при, Бельгия — 1-е место — многоборье
- 1995. Гимнастические игры — 1-е место — скакалка, булавы, лента, многоборье; 2-е место — мяч
- 1995. Финал кубка Европы — 1-е место — скакалка, булавы, многоборье; 4-е место — мяч, лента
- 1995. Чемпионат Мира — 1-е место — многоборье, мяч; 2-е место — скакалка, булавы; 3-е место — команда
- 1996. Чемпионат Европы — 1-е место — скакалка, мяч, лента, команда, многоборье; 2-е место — булавы
- 1996. Чемпионат мира — 2-е место — скакалка; 1-е место — мяч
- 1996. Олимпиада 1996 в Атланте (США). — 1-е место — многоборье
- 1996. Клубный чемпионат мира — 4-е место — команда; 1-е место — многоборье
- 1996. Гимнастические игры — 1-е место — многоборье
- 1997. Европейские гимнастические игры — 3-е место — команда
- 1997. Чемпионат Европы — 2-е место — команда, булавы, лента; 1-е место — скакалка; 4-е место — обруч, 3-е место — многоборье
- 1998. Чемпионат Европы — 2-е место — скакалка; 1-е место — обруч; 6-е место — многоборье